# Lajos Haynald
Lajos Haynald (u hrvatskim izvorima i kao Ljudevit Haynald) (Szécsény, 3. listopada 1816. – Kalača, 4. srpnja 1891.) je bio mađarski rimokatolički biskup i kardinal.
Za svećenika se zaredio 1839. godine. 
1852. je napredovao do razine biskupa, a biskupija koju je dobio na vođenje je Karlbsburška biskupija. 
1865. je postao naslovnim biskupom Kartaške biskupije.
1867. konačno se vraća u rodnu Ugarsku, gdje postaje nadbiskupom Kalačke nadbiskupije.
Za pontifikata pape Lava XIII. postaje kardinalom. Na tu dužnost ga papa imenuje 1879.